# Baniana octomaculata
Baniana octomaculata är en fjärilsart som beskrevs av Holland 1894. Baniana octomaculata ingår i släktet Baniana och familjen nattflyn. Inga underarter finns listade i Catalogue of Life.